# 西部邁・佐高信の学問のすゝめ
西部邁・佐高信の学問のすゝめ（にしべ・すすむ・さたか・まことの・がくもんのすすめ）は2009年4月から2012年3月まで朝日ニュースターで放送された教養・トーク番組である。

## 概要
題名のとおり評論家の西部邁・佐高信が司会を務める。毎回1年・1テーマを決め、毎週それらに関係した話題・人物・作品にスポットを当てて語り合い、これからを生きる人たちへの人生の応援メッセージを届けるという対談番組である。
新作の放送は、朝日ニュースターがテレビ朝日直営となることに伴う抜本的な番組改正に伴い、2012年3月で終了。同4月以後は過去に放送された番組のアンコール「セレクション」として放送される。なおアンコール放送は2010年から断続的に実施されたが、テレビ朝日CS放送の名称統合などにより2013年3月までにアンコールの放送も終了した。

## 年間テーマ
- 2009年・シーズン1「思想家」

日本近代史を築いた歴史上の人物・思想家を毎回1人ずつとりあげ、その人生哲学からこれからを生きるヒントを探る
- 2010年・学問のすゝめⅡ（シーズン2）「本」

毎回ある1冊の本を取り上げ、歴史的な古書から近代のベストセラーまで、番組が推奨する本にスポットを当てて、そのブックレビューを展開するという内容
- 2011年・学問のすゝめⅢ（シーズン3）「映画」

世界的な映画作品の数々から、その時代背景・人物像についてざっくばらんに語り合う